# Marianna Benti Bulgarelli
Marianna Benti Bulgarelli(ová) pro místo svého narození zvaná La Romanina (1684 Řím – 26. února 1734 tamtéž), byla italská operní zpěvačka-sopranistka období baroka.

## Život
Debutovala v Římě snad v roce 1703. Roku 1712 byla angažována v janovském divadle Teatro Sant'Agostino a v letech 1714 až 1715 zpívala v Teatro San Bartolomeo v Neapoli a v obou městech měla veliký úspěch. V letech 1716 až 1718 účinkovala v Teatro San Grisostomo v Benátkách.
V roce 1719 se vrátila zpět do Neapole, kde zpívala jako primadona v kantátě Gli orti esperidi (Zahrady hesperidek), na text Pietra Metastasia, který zhudebnil Nicola Porpora. Autor textu kantáty zůstával v anonymitě, což ji znepokojovalo, a proto se rozhodla, že musí zjistit jeho totožnost. Když objevila autora, přesvědčila Metastasia, aby opustil svou dosavadní právnickou činnost a přijala jej ve svém vlastním domě. Díky její podpoře a na její radu se Metastasio rozhodl věnovat se plně psaní libret. Ve svém domě pak hostil nejvýznamnější hudební skladatele a zpěváky té doby.
V roce 1724 Marianna, stále v angažmá v San Bartolomeo, zpívala v opeře Didone abbandonata, kterou na text jejího mladého chráněnce zhudebnil Domenico Sarro. Podle mnohých kritiků byl text inspirován přímo zpěvačkou. Poté v roce 1725 La Romanina účinkovala v Teatro San Cassiano v Benátkách a roku 1726 v Neapoli.
V roce 1728 se rozhodla ukončit svou divadelní kariéru a definitivně se usadila v Římě. Poté, co se Metastasio stal císařským dvorním básníkem u vídeňského dvora roku 1729, po pěti letech, v roce 1734, se rozhodla, že odcestuje za ním, zemřela však během cesty. Celý svůj majetek odkázala Metastasiovi.

## Role
Zpívala v operách největších skladatelů, například:
- Tigrane Alessandra Scarlattiho
- Ariodante Carla Francesca Pollarola
- Eumene Tomasa Albinoniho
- Astianatte di Antonio Maria Bononcini
- Arsace Francesca Gaspariniho
- Cambise Alessandra Scarlattiho
- Gli orti esperidi Nicoly Porpory
- Didone abbandonata Domenica Sarra
- Miride e Berenice Johanna Adolfa Hasseho
- Siroe Leonarda Vinciho
- Siface Nicoly Porpory